# Scapania vexata
Scapania vexata là một loài rêu trong họ Scapaniaceae. Loài này được C. Massal. mô tả khoa học đầu tiên năm 1902.
Danh pháp khoa học của loài này chưa được làm sáng tỏ. 